# Kyrkospel
Kyrkospel är den samlande benämningen på ett slags till sin gestaltning stramt skådespel med bibliskt innehåll, avsett att framföras i en kyrka. Kyrkospelet kan ofta ha närmast liturgisk karaktär och det framförs ofta av de agerande klädda i fotsida vita dräkter, det har spartansk dekor eller ingen sådan alls. Replikerna är inte sällan bibelcitat eller bibelallusioner. Den moderna kyrkospelen knyter an till en äldre tradition i de medeltida mysteriespelen, som framfördes på liknande sätt. 
Den så kallade kyrkospelsrörelsen var stark i Sverige under 1900-talets senare del, inte minst i Lunds stift och genom Sigtunastiftelsen. I många församlingar var genomförande av kyrkospel ett led i det kyrkliga ungdomsarbetet. Bland svenska kyrkospelsförfattare märks till exempel Olov Hartman, Bo Setterlind, Karl-Erik Brattgård, Carl Greek, Arne H Lindgren, Ulf Söderlind och Signe Larsson. Kända som kyrkospelsregissörer har Tuve Nyström och Ingemar Thorin och Birgitta Hellerstedt Thorin varit. Genom organisationen Lunds stifts kyrkospel fick framförandet av kyrkospel en organiserad form.